# Coupe du monde de ski alpin 1995-1996
Navigation
Édition précédente Édition suivante
La coupe du monde de ski alpin 1995-1996 est la 29e édition de la coupe du monde de ski alpin, compétition de ski alpin organisée annuellement. Elle se déroule du 12 novembre 1995 au 10 mars 1996.
Les hommes disputent 36 épreuves : 9 descentes, 7 super-G, 9 géants, 9 slaloms et 2 combinés.
Les femmes disputent 34 épreuves : 9 descentes, 7 super-G, 7 géants, 10 slaloms et 1 combiné.
Les championnats du monde sont disputés à la Sierra Nevada du 12 au 25 février 1996.

## Tableau d'honneur
| Catégorie | Messieurs            | Dames           |
| --------- | -------------------- | --------------- |
| Général   | Lasse Kjus           | Katja Seizinger |
| Descente  | Luc Alphand          | Picabo Street   |
| Super G   | Atle Skårdal         | Katja Seizinger |
| Géant     | Michael von Grünigen | Martina Ertl    |
| Slalom    | Sébastien Amiez      | Elfi Eder       |
| Combiné   | Günther Mader        | Anita Wachter   |

## Résumé de la saison
Le Norvégien Lasse Kjus remporte la coupe du monde de ski devenant à 25 ans le second norvégien à inscrire son nom au palmarès deux ans après Kjetil André Aamodt.
Skieur complet et très régulier s'exprimant toute la saison de la descente au géant, Kjus prend très rapidement les devants au classement général grâce à huit podiums dans les quinze premières courses (dont trois victoires en descente, Super G et en géant), la suite s'apparentant pour le Norvégien qui signera une nouvelle victoire en fin de saison (Descente à Kvitfjell) a une gestion de l'avance que son principal rival autrichien Günther Mader n'aura pu endiguer. Kjus remporte la coupe du monde avec 225 points d'avance sur Mader et 336 sur le géantiste suisse Michael von Grünigen.
Alberto Tomba, vainqueur la saison précédente du gros globe, termine cette année à la cinquième place au général. En baisse significative en géant, l'Italien, bien que remportant trois succès en slalom (Madonna di Campiglio, Kranjska Gora et Flachau), ne peut rien face à la régularité du jeune français Sébastien Amiez (dans le top 5 de huit slaloms sur neuf) qui s'assure le globe de la spécialité en terminant 2e du slalom des finales.
Luc Alphand, vainqueur à trois reprises, confirme en terminant une nouvelle fois meilleur descendeur de la saison. Le Français ajoute une nouvelle corde à son arc en signant ses premiers podiums en Super G qui lui permettent de finir dans le top 5 du général (à la quatrième place), ce qui n'était plus arrivé à un tricolore depuis 1972 !
Günther Mader, dauphin de Kjus au général et vainqueur de son premier globe de cristal en combiné, remporte la descente de Kitzbühel et rejoint Marc Girardelli et Pirmin Zurbriggen au palmarès des skieurs vainqueurs dans les cinq disciplines du ski alpin. Une apothéose pour un skieur discret et souvent dans l'ombre des meilleurs durant toute sa carrière !
Le géant est une affaire de Suisses. Michael von Grünigen domine sans partage la discipline et conclut la saison avec huit podiums en neuf courses. Le Bernois remporte cinq géants et obtient le globe avec 135 points d'avance sur son compatriote Urs Kälin (2 victoires).
Katja Seizinger, un an après avoir échoué pour six points derrière Vreni Schneider, remporte sa première coupe du monde de ski alpin et devient la première skieuse allemande à inscrire son nom au palmarès. 
Seizinger, toujours aussi forte en vitesse (globe de cristal du Super G) et très à l'aise en géant, signe douze podiums dont sept succès et ne sera jamais inquiétée dans la course au gros globe, ses principales rivales Martina Ertl et Anita Wachter terminant toutes deux à plus de 400 points.
Picabo Street signe trois succès et remporte une nouvelle coupe du monde de descente avec 155 points d'avance sur Seizinger.
Martina Ertl deuxième du général contribue à la grande saison du ski allemand féminin accrochant cinq victoires (1 super G et 4 géants) et remportant la coupe du monde de géant.
L'Autrichienne Elfi Eder domine la saison en slalom avec trois succès et remporte le globe de cristal avec 140 points d'avance sur la Slovène Urška Hrovat.

## Système de points
Le vainqueur d'une épreuve de coupe du monde se voit attribuer 100 points pour le classement général. Les skieurs classés aux trente premières places marquent des points.
| Place  | 1er | 2d | 3e | 4e | 5e | 6e | 7e | 8e | 9e | 10e | 11e | 12e | 13e | 14e | 15e | 16e | 17e | 18e | 19e | 20e | 21e | 22e | 23e | 24e | 25e | 26e | 27e | 28e | 29e | 30e |
| ------ | --- | -- | -- | -- | -- | -- | -- | -- | -- | --- | --- | --- | --- | --- | --- | --- | --- | --- | --- | --- | --- | --- | --- | --- | --- | --- | --- | --- | --- | --- |
| Points | 100 | 80 | 60 | 50 | 45 | 40 | 36 | 32 | 29 | 26  | 24  | 22  | 20  | 18  | 16  | 15  | 14  | 13  | 12  | 11  | 10  | 9   | 8   | 7   | 6   | 5   | 4   | 3   | 2   | 1   |

## Classement général
| Rang | Nom                  | Points | Victoire(s) | Podium(s) |
| ---- | -------------------- | ------ | ----------- | --------- |
| 1    | Lasse Kjus           | 1216   | 4           | 10        |
| 2    | Günther Mader        | 991    | 2           | 4         |
| 3    | Michael von Grünigen | 880    | 5           | 8         |
| 4    | Luc Alphand          | 839    | 3           | 8         |
| 5    | Alberto Tomba        | 766    | 3           | 7         |
| 6    | Hans Knauss          | 748    | 2           | 6         |
| 7    | Fredrik Nyberg       | 673    |             | 1         |
| 8    | Mario Reiter         | 667    | 1           | 4         |
| 9    | Urs Kälin            | 601    | 2           | 6         |
| 10   | Kjetil André Aamodt  | 560    | 1           | 2         |
| 11   | Sébastien Amiez      | 531    | 1           | 4         |
| 12   | Bruno Kernen         | 521    | 2           | 3         |
| 13   | Jure Košir           | 513    |             | 4         |
| 14   | Peter Runggaldier    | 500    | 1           | 3         |
| 15   | Kristian Ghedina     | 492    |             | 1         |
| 15   | Atle Skårdal         | 492    | 1           | 3         |
| 17   | Christian Mayer      | 457    |             | 1         |
| 18   | Thomas Sykora        | 446    | 2           | 4         |
| 19   | Werner Perathoner    | 406    | 1           | 1         |
| 20   | Patrick Ortlieb      | 397    | 1           | 3         |

| Rang | Nom                   | Points | Victoire(s) | Podium(s) |
| ---- | --------------------- | ------ | ----------- | --------- |
| 1    | Katja Seizinger       | 1472   | 7           | 13        |
| 2    | Martina Ertl          | 1059   | 4           | 7         |
| 3    | Anita Wachter         | 1044   | 2           | 3         |
| 4    | Isolde Kostner        | 905    | 1           | 8         |
| 5    | Alexandra Meissnitzer | 894    | 2           | 7         |
| 6    | Picabo Street         | 837    | 3           | 7         |
| 7    | Heidi Zurbriggen      | 785    | 1           | 5         |
| 8    | Pernilla Wiberg       | 777    | 2           | 6         |
| 9    | Michaela Dorfmeister  | 727    | 1           | 2         |
| 10   | Renate Götschl        | 594    |             | 4         |
| 11   | Elfi Eder             | 580    | 3           | 6         |
| 12   | Karin Roten           | 565    | 1           | 3         |
| 13   | Marianne Kjørstad     | 519    |             | 3         |
| 14   | Urška Hrovat          | 498    | 1           | 3         |
| 15   | Hilde Gerg            | 489    |             | 2         |
| 15   | Sonja Nef             | 489    | 1           | 2         |
| 17   | Varvara Zelenskaïa    | 473    | 1           | 3         |
| 18   | Ingeborg Helen Marken | 411    | 1           | 2         |
| 19   | Mojca Suhadolc        | 397    |             | 2         |
| 20   | Barbara Merlin        | 395    |             |           |

## Classements de chaque discipline
Les noms en gras remportent les titres des disciplines.

### Descente
| Rang | Nom               | Points | Victoire(s) | Podium(s) |
| ---- | ----------------- | ------ | ----------- | --------- |
| 1    | Luc Alphand       | 577    | 3           | 6         |
| 2    | Günther Mader     | 407    | 1           | 2         |
| 3    | Patrick Ortlieb   | 359    | 1           | 3         |
| 4    | Lasse Kjus        | 343    | 2           | 3         |
| 5    | Bruno Kernen      | 325    | 2           | 2         |
| 6    | Xavier Gigandet   | 274    |             | 1         |
| 7    | Peter Runggaldier | 261    |             | 2         |
| 8    | Kristian Ghedina  | 237    |             | 1         |
| 9    | Werner Perathoner | 233    |             |           |
| 10   | Brian Stemmle     | 230    |             | 1         |

| Rang | Nom                   | Points | Victoire(s) | Podium(s) |
| ---- | --------------------- | ------ | ----------- | --------- |
| 1    | Picabo Street         | 640    | 3           | 7         |
| 2    | Katja Seizinger       | 485    | 2           | 4         |
| 3    | Isolde Kostner        | 449    | 1           | 4         |
| 3    | Heidi Zurbriggen      | 449    | 1           | 4         |
| 5    | Varvara Zelenskaïa    | 424    | 1           | 3         |
| 6    | Alexandra Meissnitzer | 316    |             | 2         |
| 7    | Renate Götschl        | 308    |             | 2         |
| 8    | Michaela Dorfmeister  | 298    | 1           | 1         |
| 9    | Barbara Merlin        | 258    |             |           |
| 10   | Pernilla Wiberg       | 252    |             |           |

### Super G
| Rang | Nom                 | Points | Victoire(s) | Podium(s) |
| ---- | ------------------- | ------ | ----------- | --------- |
| 1    | Atle Skårdal        | 312    | 1           | 3         |
| 2    | Hans Knauss         | 267    | 1           | 3         |
| 3    | Lasse Kjus          | 264    | 1           | 3         |
| 4    | Luc Alphand         | 262    |             | 2         |
| 5    | Peter Runggaldier   | 239    | 1           | 1         |
| 6    | Richard Kröll       | 223    |             | 1         |
| 7    | Fredrik Nyberg      | 217    |             | 1         |
| 8    | Kjetil André Aamodt | 179    | 1           | 1         |
| 9    | Werner Perathoner   | 173    | 1           | 1         |
| 10   | Kristian Ghedina    | 170    |             |           |

| Rang | Nom                   | Points | Victoire(s) | Podium(s) |
| ---- | --------------------- | ------ | ----------- | --------- |
| 1    | Katja Seizinger       | 545    | 3           | 4         |
| 2    | Alexandra Meissnitzer | 374    | 2           | 3         |
| 3    | Martina Ertl          | 335    |             | 1         |
| 4    | Isolde Kostner        | 291    |             | 2         |
| 5    | Renate Götschl        | 267    |             | 2         |
| 6    | Michaela Dorfmeister  | 249    |             | 1         |
| 7    | Heidi Zurbriggen      | 243    |             | 1         |
| 8    | Anita Wachter         | 221    |             |           |
| 9    | Ingeborg Helen Marken | 207    | 1           | 1         |
| 10   | Heidi Zeller-Bähler   | 188    |             | 1         |

### Géant
| Rang | Nom                  | Points | Victoire(s) | Podium(s) |
| ---- | -------------------- | ------ | ----------- | --------- |
| 1    | Michael von Grünigen | 738    | 5           | 8         |
| 2    | Urs Kälin            | 601    | 2           | 6         |
| 3    | Lasse Kjus           | 475    | 1           | 4         |
| 4    | Fredrik Nyberg       | 338    |             |           |
| 5    | Hans Knauss          | 306    | 1           | 2         |
| 6    | Mario Reiter         | 283    |             | 2         |
| 6    | Steve Locher         | 283    |             |           |
| 8    | Alberto Tomba        | 276    |             | 2         |
| 8    | Christophe Saioni    | 276    |             | 1         |
| 10   | Tom Stiansen         | 218    |             | 2         |

| Rang | Nom                   | Points | Victoire(s) | Podium(s) |
| ---- | --------------------- | ------ | ----------- | --------- |
| 1    | Martina Ertl          | 485    | 4           | 6         |
| 2    | Katja Seizinger       | 410    | 2           | 5         |
| 3    | Anita Wachter         | 371    | 1           | 2         |
| 4    | Sabina Panzanini      | 313    |             | 2         |
| 5    | Sonja Nef             | 292    |             | 1         |
| 6    | Deborah Compagnoni    | 280    | 1           | 2         |
| 7    | Erika Hansson         | 252    |             | 1         |
| 8    | Karin Roten           | 214    |             |           |
| 9    | Alexandra Meissnitzer | 204    |             | 2         |
| 10   | Mojca Suhadolc        | 183    |             | 1         |

### Slalom
| Rang | Nom                  | Points | Victoire(s) | Podium(s) |
| ---- | -------------------- | ------ | ----------- | --------- |
| 1    | Sébastien Amiez      | 539    | 1           | 4         |
| 2    | Alberto Tomba        | 490    | 3           | 5         |
| 3    | Thomas Sykora        | 446    | 2           | 4         |
| 4    | Mario Reiter         | 384    | 1           | 2         |
| 5    | Jure Košir           | 381    |             | 4         |
| 6    | Andrej Miklavc       | 299    | 1           | 1         |
| 7    | Finn Christian Jagge | 256    |             |           |
| 8    | Christian Mayer      | 242    |             | 1         |
| 8    | Yves Dimier          | 242    |             | 1         |
| 8    | Fabio De Crignis     | 242    |             | 1         |

| Rang | Nom                | Points | Victoire(s) | Podium(s) |
| ---- | ------------------ | ------ | ----------- | --------- |
| 1    | Elfi Eder          | 580    | 3           | 6         |
| 2    | Urška Hrovat       | 440    | 1           | 3         |
| 3    | Pernilla Wiberg    | 414    | 2           | 5         |
| 4    | Marianne Kjørstad  | 398    |             | 3         |
| 5    | Kristina Andersson | 360    | 1           | 3         |
| 6    | Karin Roten        | 351    | 1           | 3         |
| 7    | Martina Accola     | 346    |             |           |
| 8    | Claudia Riegler    | 281    | 1           | 2         |
| 9    | Anita Wachter      | 250    |             |           |
| 10   | Patricia Chauvet   | 234    |             |           |

### Combiné
| Rang | Nom                 | Points | Victoire(s) | Podium(s) |
| ---- | ------------------- | ------ | ----------- | --------- |
| 1    | Günther Mader       | 180    | 1           | 2         |
| 2    | Marc Girardelli     | 100    | 1           | 1         |
| 3    | Alessandro Fattori  | 90     |             |           |
| 4    | Hans Knauss         | 80     |             | 1         |
| 5    | Kristian Ghedina    | 76     |             |           |
| 6    | Patrik Järbyn       | 61     |             |           |
| 8    | Kjetil André Aamodt | 60     |             | 1         |
| 8    | Bruno Kernen        | 60     |             | 1         |
| 9    | Fredrik Nyberg      | 45     |             |           |
| 9    | Ed Podivinsky       | 45     |             |           |

| Rang | Nom                   | Points | Victoire(s) | Podium(s) |
| ---- | --------------------- | ------ | ----------- | --------- |
| 1    | Anita Wachter         | 100    | 1           | 1         |
| 2    | Ingeborg Helen Marken | 80     |             | 1         |
| 3    | Hilde Gerg            | 60     |             | 1         |
| 4    | Miriam Vogt           | 50     |             |           |
| 5    | Picabo Street         | 45     |             |           |
| 6    | Florence Masnada      | 40     |             |           |
| 7    | Michaela Dorfmeister  | 36     |             |           |
| 8    | Barbara Merlin        | 32     |             |           |
| 9    | Bibiana Perez         | 29     |             |           |
| 10   | Katja Seizinger       | 26     |             |           |

## Calendrier et résultats

### Messieurs
| Date                                                              | Lieu              | Épreuve     | Vainqueur            | Second                      | Troisième              |
| ----------------------------------------------------------------- | ----------------- | ----------- | -------------------- | --------------------------- | ---------------------- |
| 12 novembre 1995                                                  | Tignes            | Géant       | Michael von Grünigen | Lasse Kjus                  | Urs Kälin              |
| 17 novembre 1995                                                  | Beaver Creek      | Géant       | Michael von Grünigen | Lasse Kjus                  | Urs Kälin              |
| 18 novembre 1995                                                  | Beaver Creek      | Slalom      | Michael Tritscher    | Sébastien Amiez             | Alberto Tomba          |
| 25 novembre 1995                                                  | Park City         | Géant       | Michael von Grünigen | Lasse Kjus                  | Hans Knauss            |
| 25 novembre 1995                                                  | Park City         | Slalom      | Andrej Miklavc       | Christian Mayer             | Fabio De Crignis       |
| 1er décembre 1995                                                 | Vail              | Descente    | Luc Alphand          | Lasse Kjus                  | Patrick Ortlieb        |
| 2 décembre 1995                                                   | Vail              | Super G     | Lasse Kjus           | Richard Kröll               | Pietro Vitalini        |
| 9 décembre 1995                                                   | Val d'Isère       | Descente    | Luc Alphand          | Roland Assinger             | Hannes Trinkl          |
| 10 décembre 1995                                                  | Val d'Isère       | Super G     | Atle Skårdal         | Lasse Kjus                  | Hans Knauss            |
| 16 décembre 1995                                                  | Val Gardena       | Descente    | Patrick Ortlieb      | Xavier Gigandet             | Luc Alphand            |
| 17 décembre 1995                                                  | Alta Badia        | Géant       | Hans Knauss          | Michael von Grünigen        | Alberto Tomba          |
| 19 décembre 1995                                                  | Madonna           | Slalom      | Alberto Tomba        | Yves Dimier                 | Konrad Kurt Ladstatter |
| 21 décembre 1995                                                  | Kranjska Gora     | Géant       | Lasse Kjus           | Michael von Grünigen        | Mario Reiter           |
| 22 décembre 1995                                                  | Kranjska Gora     | Slalom      | Alberto Tomba        | Jure Košir                  | Sébastien Amiez        |
| 29 décembre 1995                                                  | Bormio            | Descente    | Lasse Kjus           | Andreas Schifferer          | Ed Podivinsky          |
| 6 janvier 1996                                                    | Flachau           | Géant       | Urs Kälin            | Alberto Tomba               | Michael von Grünigen   |
| 7 janvier 1996                                                    | Flachau           | Slalom      | Alberto Tomba        | Mario Reiter                | Jure Košir             |
| 13 janvier 1996                                                   | Kitzbühel         | Descente    | Günther Mader        | Luc Alphand                 | Peter Runggaldier      |
| 14 janvier 1996                                                   | Kitzbühel         | Slalom      | Thomas Sykora        | Alberto Tomba               | Jure Košir             |
| 14 janvier 1996                                                   | Kitzbühel         | Combiné     | Günther Mader        | Hans Knauss                 | Bruno Kernen           |
| 16 janvier 1996                                                   | Adelboden         | Géant       | Michael von Grünigen | Urs Kälin                   | Tom Stiansen           |
| 19 janvier 1996                                                   | Veysonnaz         | Descente I  | Bruno Kernen         | William Besse               | Daniel Mahrer          |
| 20 janvier 1996                                                   | Veysonnaz         | Descente II | Bruno Kernen         | Luc Alphand Patrick Ortlieb |                        |
| 21 janvier 1996                                                   | Veysonnaz         | Slalom      | Sébastien Amiez      | René Mlekuz                 | Thomas Sykora          |
| 21 janvier 1996                                                   | Veysonnaz         | Combiné     | Marc Girardelli      | Günther Mader               | Kjetil André Aamodt    |
| 23 janvier 1996                                                   | Valloire          | Super G     | Hans Knauss          | Atle Skårdal                | Fredrik Nyberg         |
| 27 janvier 1996                                                   | Sestrière         | Slalom      | Mario Reiter         | Thomas Sykora               | Thomas Stangassinger   |
| 2 février 1996                                                    | Garmisch          | Descente    | Luc Alphand          | Brian Stemmle               | Peter Runggaldier      |
| 5 février 1996                                                    | Garmisch          | Super G     | Werner Perathoner    | Luc Alphand                 | Patrick Wirth          |
| 10 février 1996                                                   | Hinterstoder      | Géant       | Michael von Grünigen | Urs Kälin                   | Mario Reiter           |
| 3 mars 1996                                                       | Hakuba            | Super G     | Peter Runggaldier    | Atle Skårdal                | Hans Knauss            |
| Championnats du monde à la Sierra Nevada du 12 au 25 février 1996 |                   |             |                      |                             |                        |
| 6 mars 1996                                                       | Kvitfjell Finales | Descente    | Lasse Kjus           | Günther Mader               | Kristian Ghedina       |
| 7 mars 1996                                                       | Kvitfjell Finales | Super G     | Kjetil André Aamodt  | Luc Alphand                 | Lasse Kjus             |
| 9 mars 1996                                                       | Kvitfjell Finales | Géant       | Urs Kälin            | Tom Stiansen                | Christophe Saioni      |
| 10 mars 1996                                                      | Kvitfjell Finales | Slalom      | Thomas Sykora        | Sébastien Amiez             | Jure Košir             |

### Dames
| Date                                                              | Lieu              | Épreuve     | Vainqueur             | Seconde               | Troisième                    |
| ----------------------------------------------------------------- | ----------------- | ----------- | --------------------- | --------------------- | ---------------------------- |
| 16 novembre 1995                                                  | Vail              | Géant       | Martina Ertl          | Katja Seizinger       | Isolde Kostner               |
| 17 novembre 1995                                                  | Vail              | Slalom      | Elfi Eder             | Marianne Kjørstad     | Gabriela Zingre-Graf         |
| 3 décembre 1995                                                   | Lake Louise       | Descente    | Picabo Street         | Katja Seizinger       | Varvara Zelenskaïa           |
| 7 décembre 1995                                                   | Val d'Isère       | Super G     | Alexandra Meissnitzer | Heidi Zeller-Bähler   | Mojca Suhadolc               |
| 8 décembre 1995                                                   | Val d'Isère       | Géant       | Martina Ertl          | Mojca Suhadolc        | Alexandra Meissnitzer        |
| 15 décembre 1995                                                  | Sankt Anton       | Descente I  | Katja Seizinger       | Heidi Zurbriggen      | Alexandra Meissnitzer        |
| 16 décembre 1995                                                  | Sankt Anton       | Descente II | Michaela Dorfmeister  | Alexandra Meissnitzer | Renate Götschl Picabo Street |
| 17 décembre 1995                                                  | Sankt Anton       | Slalom      | Elfi Eder             | Urška Hrovat          | Katja Koren                  |
| 17 décembre 1995                                                  | Sankt Anton       | Combiné     | Anita Wachter         | Ingeborg Helen Marken | Hilde Gerg                   |
| 20 décembre 1995                                                  | Veysonnaz         | Super G     | Alexandra Meissnitzer | Heidi Zurbriggen      | Michaela Dorfmeister         |
| 21 décembre 1995                                                  | Veysonnaz         | Géant       | Martina Ertl          | Sabina Panzanini      | Anita Wachter                |
| 22 décembre 1995                                                  | Veysonnaz         | Slalom      | Pernilla Wiberg       | Urška Hrovat          | Kristina Andersson           |
| 29 décembre 1995                                                  | Semmering         | Slalom I    | Pernilla Wiberg       | Karin Roten           | Elfi Eder                    |
| 30 décembre 1995                                                  | Semmering         | Slalom II   | Elfi Eder             | Marianne Kjørstad     | Kristina Andersson           |
| 5 janvier 1996                                                    | Maribor           | Géant I     | Martina Ertl          | Deborah Compagnoni    | Katja Seizinger              |
| 6 janvier 1996                                                    | Maribor           | Géant II    | Katja Seizinger       | Sonja Nef             | Martina Ertl                 |
| 7 janvier 1996                                                    | Maribor           | Slalom      | Kristina Andersson    | Elfi Eder             | Claudia Riegler              |
| 13 janvier 1996                                                   | Garmisch          | Super G     | Katja Seizinger       | Martina Ertl          | Alexandra Meissnitzer        |
| 14 janvier 1996                                                   | Garmisch          | Slalom      | Urška Hrovat          | Elfi Eder             | Roberta Serra                |
| 19 janvier 1996                                                   | Cortina d'Ampezzo | Descente I  | Picabo Street         | Pernilla Wiberg       | Isolde Kostner               |
| 20 janvier 1996                                                   | Cortina d'Ampezzo | Descente II | Isolde Kostner        | Picabo Street         | Renate Götschl               |
| 21 janvier 1996                                                   | Cortina d'Ampezzo | Géant       | Anita Wachter         | Erika Hansson         | Katja Seizinger              |
| 26 janvier 1996                                                   | Sestrière         | Slalom      | Sonja Nef             | Marlies Öster         | Pernilla Wiberg              |
| 28 janvier 1996                                                   | Serre Chevalier   | Slalom      | Claudia Riegler       | Karin Roten           | Pernilla Wiberg              |
| 2 février 1996                                                    | Val d'Isère       | Super G I   | Katja Seizinger       | Renate Götschl        | Hilde Gerg                   |
| 3 février 1996                                                    | Val d'Isère       | Descente    | Katja Seizinger       | Picabo Street         | Isolde Kostner               |
| 4 février 1996                                                    | Val d'Isère       | Super G II  | Katja Seizinger       | Isolde Kostner        | Renate Götschl               |
| Championnats du monde à la Sierra Nevada du 12 au 25 février 1996 |                   |             |                       |                       |                              |
| 29 février 1996                                                   | Narvik            | Descente I  | Picabo Street         | Varvara Zelenskaïa    | Heidi Zurbriggen             |
| 1er mars 1996                                                     | Narvik            | Descente II | Varvara Zelenskaïa    | Picabo Street         | Heidi Zurbriggen             |
| 2 mars 1996                                                       | Narvik            | Géant       | Deborah Compagnoni    | Sabina Panzanini      | Isolde Kostner               |
| 6 mars 1996                                                       | Kvitfjell Finales | Descente    | Heidi Zurbriggen      | Isolde Kostner        | Katja Seizinger              |
| 7 mars 1996                                                       | Kvitfjell Finales | Super G     | Ingeborg Helen Marken | Katja Seizinger       | Isolde Kostner               |
| 9 mars 1996                                                       | Kvitfjell Finales | Géant       | Katja Seizinger       | Martina Ertl          | Alexandra Meissnitzer        |
| 10 mars 1996                                                      | Kvitfjell Finales | Slalom      | Karin Roten           | Pernilla Wiberg       | Marianne Kjørstad            |

## Coupe des nations
| Rang | Nom        | Points | Victoire(s) | Podium(s) |
| ---- | ---------- | ------ | ----------- | --------- |
| 1    | Autriche   | 10787  | 17          | 51        |
| 2    | Suisse     | 7181   | 12          | 33        |
| 3    | Italie     | 6284   | 7           | 29        |
| 4    | Allemagne  | 4602   | 11          | 22        |
| 5    | Norvège    | 4509   | 7           | 22        |
| 6    | France     | 3866   | 4           | 14        |
| 7    | Suède      | 2898   | 3           | 11        |
| 8    | Slovénie   | 2751   | 2           | 12        |
| 9    | États-Unis | 1809   | 3           | 7         |
| 10   | Canada     | 782    |             | 3         |

| Rang | Nom        | Points | Victoire(s) | Podium(s) |
| ---- | ---------- | ------ | ----------- | --------- |
| 1    | Autriche   | 5610   | 9           | 29        |
| 2    | Suisse     | 3846   | 9           | 20        |
| 3    | Italie     | 3628   | 5           | 16        |
| 4    | Norvège    | 3342   | 6           | 17        |
| 5    | France     | 2571   | 4           | 14        |
| 6    | Slovénie   | 1227   | 1           | 6         |
| 7    | Suède      | 922    |             | 1         |
| 8    | Canada     | 791    |             | 3         |
| 9    | Allemagne  | 607    |             |           |
| 10   | États-Unis | 449    |             |           |

| Rang | Nom        | Points | Victoire(s) | Podium(s) |
| ---- | ---------- | ------ | ----------- | --------- |
| 1    | Autriche   | 5171   | 8           | 22        |
| 2    | Allemagne  | 3995   | 11          | 22        |
| 3    | Suisse     | 3335   | 3           | 13        |
| 4    | Italie     | 2656   | 2           | 13        |
| 5    | Suède      | 1976   | 3           | 10        |
| 6    | États-Unis | 1360   | 3           | 7         |
| 7    | France     | 1295   |             |           |
| 8    | Slovénie   | 1289   | 1           | 6         |
| 9    | Norvège    | 1167   | 1           | 5         |
| 10   | Russie     | 625    | 1           | 3         |

Classement final